# NGC 6875
NGC 6875 ist eine elliptische Galaxie vom Hubble-Typ E/SB0 im Sternbild Teleskop am Südsternhimmel. Sie ist schätzungsweise 139 Millionen Lichtjahre von der Milchstraße entfernt und hat einen Durchmesser von etwa 100.000 Lichtjahren.
Im gleichen Himmelsareal befindet sich u. a. die Galaxie IC 4956.
Das Objekt wurde am 1. Juni 1834 von John Herschel entdeckt.